# Engoulevent à longue queue
Caprimulgus climacurus
Espèce
Statut de conservation UICN

 LC  : Préoccupation mineure
L'Engoulevent à longue queue (Caprimulgus climacurus) est une espèce d'oiseaux de la famille des Caprimulgidae.

## Répartition
Son aire s'étend à travers le nord de l'Afrique subsaharienne.